# Heimatærde
Heimatærde (stylisé HEIMATÆRDE) est un groupe allemand de medieval rock.

## Histoire
Initialement conçu comme un pur projet de studio, Heimatærde est formé en 2004 par DJ Ash,. Après le premier EP I Dreamed the Night, sorti la même année via Infacted Recordings, le premier album Gotteskrieger suit en 2005, distribué à l'étranger via Metropolis Records. Après qu'Ash ait initialement refusé d'être sur scène parce que la musique devait être au centre de l'attention, Heimatærde joue sa première performance live au WGT 2007. En janvier 2018, Heimataerde annonce que Bruder (frère) Henry von Kent soutiendrait désormais officiellement le groupe à la batterie après avoir déjà participé à plusieurs performances live en 2017. Une autre musicienne, Schwester (sœur) Johanna Dikaja, rejoint le groupe fin 2018. Après que Heimatærde se soit séparé de son précédent label Out of Line (auquel il a publié les deux albums Kaltwaerts en 2014 et Ærdenbrand en 2016), le groupe fonde son propre label, Fully Packed Records, en novembre 2019 auquel il publie l'album Eigengrab en 2020.

## Style musical
Selon leur chanteur Ash, le groupe, affecté à la scène electro, combine la dark electro et l'electronic body music avec des instruments médiévaux. Bien que des morceaux classiques tels que Herr Mannelig ou I Dreamed the Night aient été interprétés dans le premier album, des samples sont également intercalés. L'usage de samples et leur intégration dans la musique constituent un fil conducteur dans la discographie de Heimatærde.
Les créations conjointes avec divers artistes musicaux ne sont pas rares à Heimatærde. Par exemple, Anna-Maria Straatmann de Massiv in Mensch prête sa voix pour le maxi CD Unter der Linden. Sur l'album Kadavergehorsam, les collaborations musicales avec les groupes ASP, X-Fusion, Winterstahl, Die in Winter et Xotox jouent un rôle important. X-Fusion avait déjà travaillé sur Gotteskrieger. Sur Take Life, Give Life, Denis Schober (Solitary Experiments) et Henrik Iversen (Sonic Decoy) endossent les rôles de chanteurs invités sur deux chansons. D'autres collaborations ont eu lieu avec Martin Engler (Mono Inc.) et Joachim Witt. Ash se réserve le droit de faire toute la composition, l'écriture et le mixage.

## Discographie

### Albums studio
- 2005 : Gotteskrieger (Infacted Recordings (Soulfood))
- 2006 : Kadavergehorsam (Infacted Recordings (Soulfood))
- 2007 : Leben Geben Leben Nehmen (Infacted Recordings (Soulfood))
- 2009 : Dark Dance (Infacted Recordings (Soulfood))
- 2010 : Unwesen (Infacted Recordings (Soulfood))
- 2012 : Gottgleich (Golden Core (ZYX))
- 2014 : Kaltwaerts (Out of Line)
- 2016  : Ærdenbrand (Out of Line)
- 2020 : Eigengrab (Fully Packed Records) (Al!ve)

### Singles
- 2004 : Ich Hab die Nacht Getraeumet
- 2006 : Unter der Linden
- 2008 : Vater